# Albert Arenas
Albert Arenas Ovejero (Girona, 11 de dezembro de 1996) é um motociclista espanhol que compete na MotoGP (Moto3), pela equipe Aspar Team.

## Carreira
Sua primeira corrida na Moto3 foi o GP da Comunidade Valenciana, última etapa da temporada de 2014. Substituindo o lesionado brasileiro Eric Granado, pilotou uma KTM inscrita pela Calvo Team, terminando em 28° lugar.
Em 2015 foi vice-campeão da CEV Moto3 Junior World Championship, e um ano depois voltaria à Moto3 inicialmente em 3 provas - 2 como wild card e outra  substituindo o compatriota Jorge Martín. Com a demissão do francês Alexis Masbou pela Peugeot MC Saxoprint, Arenas foi anunciado como seu substituto, pontuando pela primeira vez na divisão menor do Campeonato Mundial de Motovelocidade no GP do Japão, chegando na 14ª posição. Em 2017 disputa o campeonato com uma moto Mahindra inscrita pela Aspar Team.
Na temporada 2018, conseguiu seus primeiros pódios na Moto3 - o primeiro foi no GP da França ao terminar em 3° lugar, e sua primeira vitória foi na etapa de Phillip Island, obtendo 107 pontos e a 9ª posição na classificação geral. Em 2019, Arenas conquistou 3 pódios (vitória no GP da Tailândia, 2° no Japão e 3° na Austrália), terminando o campeonato em 11°.

## Links
- Perfil no site da MotoGP